# Jurij Puzankow
Jurij "Jura" Puzankow (ros. Юрий "Юра" Пузанков; ur. 4 września 1971) – rosyjski kulturysta.

## Życiorys
W październiku 2000 roku w Mistrzostwach Petersburga i Obwodu Leningradzkiego w Kulturystyce zdobył złoty medal w kategorii wagowej do 90 kg. W 2011 wywalczył srebro na Mistrzostwach Moskwy, a także brąz na Mistrzostwach Rosji federacji PBS (ФБФР) − w obu przypadkach w kategorii ogólnej. Rok później dwukrotnie brał udział w Mistrzostwach Europy w Kulturystyce w Deblu: w parach męsko-żeńskich (z Łarisą Dienisową) oraz w zawodach juniorów i weteranów. W parze z Dienisową zajął drugie miejsce na podium; w kategorii weteranów powyżej 90 kg − trzecie miejsce. W 2015 na Mistrzostwach Rosji PBS uplasował się na siódmej pozycji wśród zawodników powyżej czterdziestego roku życia.
Mieszka w Pietrozawodsku. Żonaty, ma córkę. W 2012 wystąpił w pełnometrażowym filmie Chelovek iz banki (Человек из банки) jako muskularny mężczyzna na siłowni.

## Warunki fizyczne
- waga: ok. 90 kg